# Critérium Internacional de 2015
O Critérium Internacional 2015 disputou-se entre 28 e 29 de março, sobre um traçado de 289 km divididos em 3 etapas em 2 dias, em Porto-Vecchio (Córsega do Sul) e seus arredores, repetindo o percurso estabelecido desde a edição do 2012.
A prova pertenceu ao UCI Europe Tour de 2015 dentro da categoria 2.hc (máxima categoria destes circuitos).
O ganhador final foi, por segundo ano consecutivo Jean-Christophe Péraud depois de fazer com a etapa de montanha conseguindo uma vantagem suficiente para alçar com a vitória. Acompanharam-lhe no pódio Thibaut Pinot (vencedor das classificação dos jovens) e Fabio Felline (ganhador da classificação por pontos), respectivamente.
Nas outras classificações secundárias impuseram-se Marco Canola (montanha) e AG2R La Mondiale (equipas).

## Equipas participantes
Tomaram parte na carreira 16 equipas: 7 de categoria UCI ProTeam; 7 de categoria Profissional Continental; e 2 franceses de categoria Continental. Formando assim um pelotão de 118 ciclistas, dentre 6 e 8 corredores por equipa, dos que acabaram 91. As equipas participantes foram:
| Equipa                        | Cód. UCI | Categoria                |
| ----------------------------- | -------- | ------------------------ |
| AG2R La Mondiale              | ALM      | UCI ProTeam              |
| IAM Cycling                   | IAM      | UCI ProTeam              |
| Bora-Argon 18                 | BOA      | Profissional Continental |
| Tinkoff-Saxo                  | TCS      | UCI ProTeam              |
| Bretagne-Séché Environnement  | BSE      | Profissional Continental |
| Trek Factory Racing           | TFR      | UCI ProTeam              |
| Cofidis, Solutions Crédits    | COF      | Profissional Continental |
| Team Cannondale-Garmin        | TCG      | UCI ProTeam              |
| FDJ                           | FDJ      | UCI ProTeam              |
| Team Giant-Alpecin            | TGA      | UCI ProTeam              |
| Team Europcar                 | EUR      | Profissional Continental |
| Roompot Oranje Peloton        | ROO      | Profissional Continental |
| Cult Energy Pro Cycling       | CLT      | Profissional Continental |
| UnitedHealthcare Professional | UHC      | Profissional Continental |
| Auber 93                      | AUS      | Continental              |
| Team Marseille 13-KTM         | M13      | Continental              |

## Etapas
| Etapa | Data        | Percurso                        | km      | Ganhador               | Líder                  |
| ----- | ----------- | ------------------------------- | ------- | ---------------------- | ---------------------- |
| 1.ª   | 28 de março | Porto-Vecchio-Porto-Vecchio     | 92,5    | Benjamin King          | Benjamin King          |
| 2.ª   | 28 de março | Porto-Vecchio-Porto-Vecchio     | 7 (CRI) | Fabio Felline          | Benjamin King          |
| 3.ª   | 29 de março | Porto-Vecchio-Col de l’Ospedale | 189,5   | Jean-Christophe Péraud | Jean-Christophe Péraud |

## Classificações finais

### Classificação geral
| Posição | Ciclista               | Equipa                       | Tempo           |
| ------- | ---------------------- | ---------------------------- | --------------- |
|         | Jean-Christophe Péraud | AG2R La Mondiale             | 7 h 35 min 45 s |
| 2.º     | Thibaut Pinot          | FDJ                          | a 10 s          |
| 3.º     | Fabio Felline          | Trek Factory Racing          | a 18 s          |
| 4.º     | Pierrick Fédrigo       | Bretagne-Séché Environnement | m.t.            |
| 5.º     | José Mendes            | Bora-Argon 18                | a 40 s          |
| 6.º     | Jan Bakelants          | AG2R La Mondiale             | a 41 s          |
| 7.º     | Nicolas Edet           | Cofidis, Solutions Crédits   | a 43 s          |
| 8.º     | Julián Arredondo       | Trek Factory Racing          | a 44 s          |
| 9.º     | Alexis Vuillermoz      | AG2R La Mondiale             | a 45 s          |
| 10.º    | Manuele Boaro          | Tinkoff-Saxo                 | a 46 s          |

### Classificação por pontos
| Posição | Ciclista      | Equipa              | Pontos |
| ------- | ------------- | ------------------- | ------ |
|         | Fabio Felline | Trek Factory Racing | 24     |
| 2.º     | Thibaut Pinot | FDJ                 | 19     |
| 3.º     | Benjamin King | Cannondale-Garmin   | 18     |

### Classificação da montanha
| Posição | Ciclista          | Equipa           | Pontos |
| ------- | ----------------- | ---------------- | ------ |
|         | Marco Canola      | UnitedHealthcare | 36     |
| 2.º     | Chad Haga         | Giant-Alpecin    | 18     |
| 3.º     | Romain Guillemois | Europcar         | 8      |

### Classificação dos jovens
| Posição | Ciclista       | Equipa              | Pontos          |
| ------- | -------------- | ------------------- | --------------- |
|         | Thibaut Pinot  | FDJ                 | 7 h 35 min 55 s |
| 2.º     | Fabio Felline  | Trek Factory Racing | a 8 s           |
| 3.º     | Patrick Konrad | Bora-Argon 18       | a 53 s          |

### Classificação por equipas
| Posição | Equipa              | Tempo            |
| ------- | ------------------- | ---------------- |
|         | AG2R La Mondiale    | 22 h 48 min 51 s |
| 2.º     | Trek Factory Racing | a 59 s           |
| 3.º     | Bora-Argon 18       | a 1 min 56 s     |

## Evolução das classificações
| Etapa (Vencedor)                   | Classificação geral    | Classificação por pontos | Classificação da montanha | Classificação dos jovens | Classificação por equipas |
| ---------------------------------- | ---------------------- | ------------------------ | ------------------------- | ------------------------ | ------------------------- |
| 1.ª etapa (Benjamin King)          | Benjamin King          | Benjamin King            | Benjamin King             | Clément Saint Martin     | Cannondale-Garmin         |
| 2.ª etapa (CRI) (Fabio Felline)    | Benjamin King          | Benjamin King            | Benjamin King             | Clément Saint Martin     | Cannondale-Garmin         |
| 3.ª etapa (Jean-Christophe Péraud) | Jean-Christophe Péraud | Fabio Felline            | Marco Canola              | Thibaut Pinot            | AG2R La Mondiale          |
| Final                              | Jean-Christophe Péraud | Fabio Felline            | Marco Canola              | Thibaut Pinot            | AG2R La Mondiale          |